# Константинос Бинос
Константинос Бинос (на гръцки: Κωνσταντίνος Μπίνος) е гръцки революционер и военен, герой от Гръцката война за независимост.

## Биография
Произхожда от голям мъгленски род и е роден през 1785 година в Мъглен или в катеринското село Коринос, където семейството му се изселва за по-голяма безопасност. Прекарва ранните си години в Коринос. Хайдутува заедно с Анастасиос Каратасос в Каракамен. При избухването на Гръцкото въстание играе важна роля в Негушкото въстание в 1822 г. След падането на Негуш успява да се спаси на Скопелос. Действа в борбата заедно с Каратасос, Ангел Гацо, Димитриос Лякопулос, Георгиос Велендзас и Апостолос Василиу в Пелопонес, на Евбея, Трикери и на други места.
През 1829 г. той участва в усилията да се разпали въстание в Централна Македония, които се провалят и Бинос е принуден да бяга със семейството си – осем сина и две дъщери, в Скопелос.
След създаването на гръцката държава се установява заедно с много други македонци в Аталанти, където умира през 1861 година. Постъпва в армията и достига чин генерал.